# Tyst diplomati

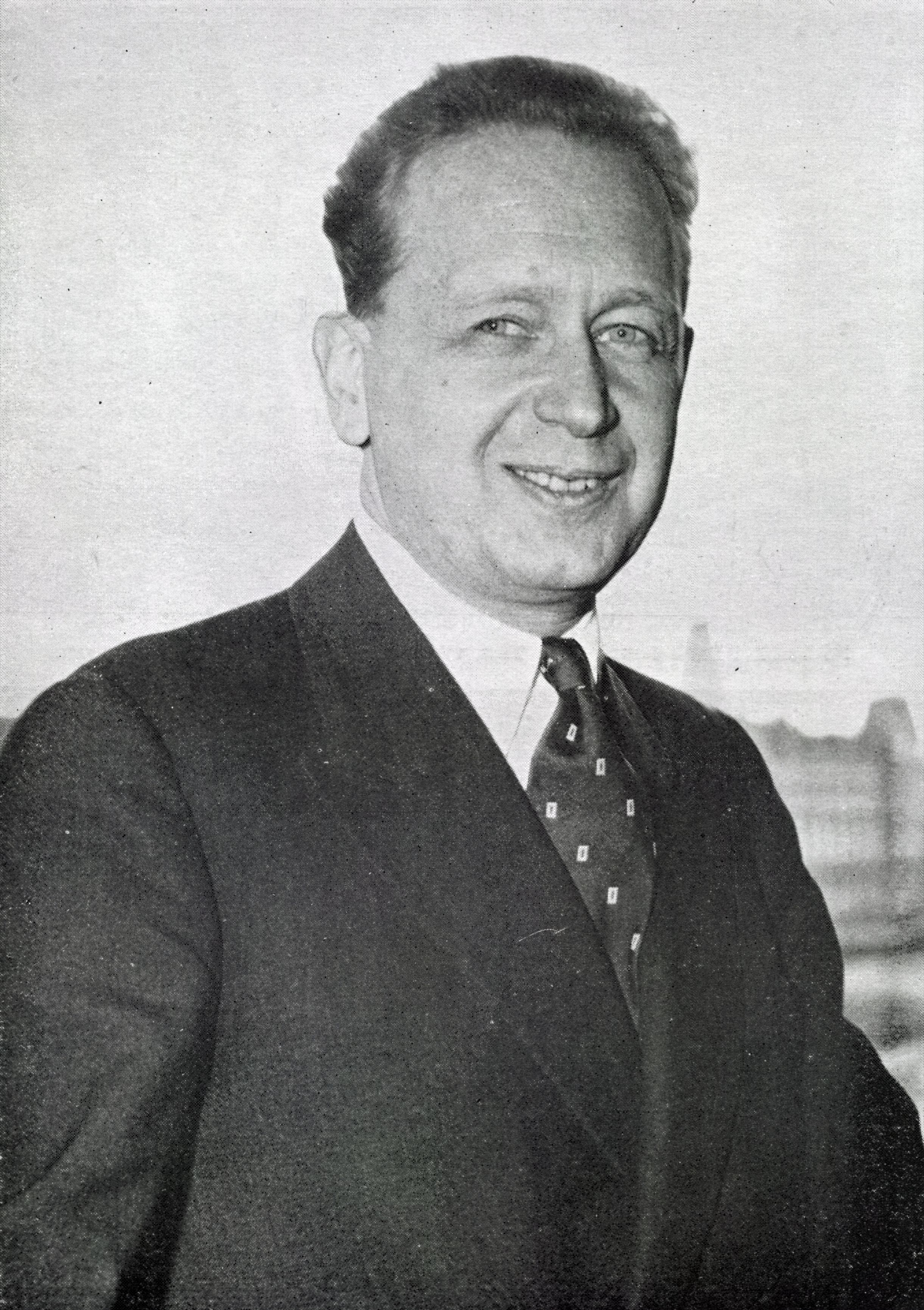
Dag Hammarskjöld, som förordade tyst diplomati.

Tyst diplomati (från engelskans "quiet diplomacy") syftar på konfidentiella möten framför allt mellan representanter för olika stater för att söka lösningar på en inofficiell arena. Till metoderna hör vänskapsrelationer och brist på nerskrivna protokoll. Tyst diplomati är dock svårt att mäta effekterna av.
Dag Hammarskjöld var en av dem som starkast propagerade för tyst diplomati. Han menade att man på detta vis kunde urskilja parternas riktiga tankar och viljor - på en officiell arena menade Hammarskjöld att man var bakbunden av politiska förväntningar och krav på styrkedemonstrationer. Enligt Utrikespolitiska institutet kan tyst diplomati ha varit orsaken till slutet på kalla kriget. En svaghet med tyst diplomati är att bristen på offentlig kritik kan försena överenskommelser, något bland annat svenska PEN anser. Å andra sidan kan tyst diplomati vara en väg ut när det inte står klart vem som styr ett land.
Liu Xia, änka efter nobelpristagaren Liu Xiaobo, frigavs efter tyst diplomati mellan Tyskland och Kina. Tyst diplomati har också använts i diskussioner mellan Hamas och Israel, och mellan Pakistan och Indien.
Exempel där den svenska regeringen hävdat eller anses ha använt sig av "tyst diplomati" är fallen Annika Östberg, Dawit Isaak, Martin Schibbye/Johan Persson och Gui Minhai. Östberg frigavs sedan dåvarande statsminister Fredrik Reinfeldt konfererat med Kaliforniens dåvarande guvernör Arnold Schwarzenegger vid ett besök 2007. Att ärendet skulle ha behandlats under mötet förnekades av båda parter tills frigivningen ägt rum.